# 서울 지하철 2호선 신도림역 열차 탈선 사고
서울 지하철 2호선 신도림역 탈선 사고는 2025년 3월 23일 신정차량사업소에서 출고된 2호선 전동차가 탈선을 일으킨 사고이다.